# Juan Córdoba
Juan Córdoba, né le 11 juillet 2003 à Medellín, est un footballeur colombien qui évolue au poste de Ailier au Dinamo Zagreb.

## Biographie

### Carrière en club
Né à Medellín en Colombie, Juan Córdoba est formé par le Deportivo Cali, où il commence sa carrière professionnelle en championnat de Colombie. Il joue son premier match avec l'équipe première du club le 21 novembre 2021.
En aout 2024, il est transféré au Dinamo Zagreb en championnat de Croatie.
Le 29 janvier 2025, il joue son premier match de Ligue des champions, avec le Dinamo Zagreb.

### Carrière en sélection
Juan Córdoba est international colombien junior avec l'équipe des moins de 20 ans à partir de septembre 2022.

## Palmarès
Deportivo Cali
- Championnat de Colombie
  - Champion en 2021 (clôture)